# Euagridae
Famille
Les Euagridae sont une famille d'araignées mygalomorphes.

## Distribution
Les espèces de cette famille se rencontrent en Océanie, en Amérique, en Asie et en Afrique australe, ils ont également été trouvés à Murcie. .

## Paléontologie
Cette famille n'est pas connue à l'état fossile.

## Taxinomie
Cette famille rassemble 87 espèces dans 14 genres.

## Liste des genres
Selon World Spider Catalog (version 22.0, 13/06/2021) :
- Allothele Tucker, 1920
- Australothele Raven, 1984
- Caledothele Raven, 1991
- Carrai Raven, 1984
- Cethegus Thorell, 1881
- Chilehexops Coyle, 1986
- Chinothele Yu, S. Y. Zhang & F. Zhang, 2021
- Euagrus Ausserer, 1875
- Leptothele Raven & Schwendinger, 1995
- Malayathele Schwendinger, 2020
- Namirea Raven, 1984
- Phyxioschema Simon, 1889
- Stenygrocercus Simon, 1892
- Vilchura Ríos-Tamayo & Goloboff, 2017

## Publication originale
- Raven, 1979 : « Systematics of the mygalomorph spider genus Masteria (Masteriinae: Dipluridae: Arachnida). » Australian Journal of Zoology, vol. 27, p. 623-636 (texte intégral).